# Szakáld
Szakáld község Borsod-Abaúj-Zemplén vármegyében, a Tiszaújvárosi járásban.

## Fekvése
A tiszaújvárosi kistérség északkeleti részén fekszik, a Sajó és a Hejő között. A térséget átszelő főutak mind elkerülik, ami nem kedvez a gazdasági életének.
A közvetlenül határos települések: észak felől Muhi, északkelet felől Nagycsécs, kelet felől Sajószöged, délkelet felől Hejőbába, dél felől Hejőpapi, nyugat felől Hejőszalonta, északnyugat felől pedig Hejőkeresztúr.

### Megközelítése
Csak közúton érhető el, Hejőbába vagy Hejőszalonta felől, a 3309-es úton. A hazai vasútvonalak közül ugyan kettő is érinti (a Nyékládháza–Tiszaújváros-vasútvonal és a )Mezőcsát–Hejőkeresztúr-vasútvonal), de előbbinek nincs megállási pontja a határai között, utóbbin pedig már 2007-ben megszűnt a forgalom.

## Története
Történelme visszanyúlik az ősidőkig, amelyet a régészek által feltárt szkíta telepek is bizonyítanak. A község neve a Szakál(l) személynévből keletkezett, annak akkori -d kicsinyítőképzős alakjából. Első említése 1332-ből való, ekkor Ernye bán birtokolta. Később a diósgyőri vár egyik tartozéka, mely után tulajdonosai gyakran váltakoztak, de a török uralom után visszakerült a diósgyőri várhoz.
A falut a török időkben elpusztították, így egy jó időre elnéptelenedett. A visszatelepülők között nemcsak az egykori lakók leszármazottjai, hanem szlovák jobbágyok is voltak. Községi rangját csak a 19. század elején nyeri vissza.
A 19. században majorság volt, amelyhez egy rövid utca tartozott, ez zsákutca volt, nyitott végén állt – s áll még ma is – a görögkatolikus templom.
Tiszaújváros alapkövét egy szakáldi lakos, Heitzmann János rakta le.

## Közélete

### Polgármesterei
- 1990–1994: Treznai István (független)[3]
- 1994–1998: Treznai István (független)[4]
- 1998–2002: Treznai István (független)[5]
- 2002–2006: Treznai István (független)[6]
- 2006–2010: Treznai István (független)[7]
- 2010–2012: Dr. Barnóczki Károly (független)[8]
- 2012–2014: Dr. Barnóczki Károly (független)[9]
- 2014–2019: Dr. Barnóczki Károly (független)[10]
- 2019–2024: Barta Zsolt (független)[11]
- 2024– : Barta Zsolt (független)[1]

A településen 2012. július 29-én időközi polgármester-választást (és képviselő-testületi választást) tartottak, az előző képviselő-testület önfeloszlatása miatt. A választáson a hivatalban lévő polgármester is elindult és meg is erősítette pozícióját.

## Népesség
A település népességének változása:
| Lakosok száma | 483  | 467  | 459  | 408  | 436  | 441  | 436  |
|               | 2013 | 2014 | 2015 | 2021 | 2022 | 2023 | 2024 |

A 2001-es népszámlálás adatai szerint a településnek csak magyar lakossága volt.
A 2011-es népszámlálás során a lakosok 84,6%-a magyarnak, 2% cigánynak, 0,7% németnek, 0,7% románnak, 0,2% szlováknak mondta magát (15,4% nem nyilatkozott; a kettős identitások miatt a végösszeg nagyobb lehet 100%-nál). A vallási megoszlás a következő volt: római katolikus 40%, református 6,4%, görögkatolikus 7,9%, evangélikus 0,2%, felekezeten kívüli 10,3% (33% nem válaszolt).
2022-ben a lakosság 93,8%-a vallotta magát magyarnak, 1,1% cigánynak, 0,9% németnek, 0,7% egyéb, nem hazai nemzetiségűnek (6,2% nem nyilatkozott; a kettős identitások miatt a végösszeg nagyobb lehet 100%-nál). Vallásuk szerint 35,3% volt római katolikus, 8% református, 6,2% görög katolikus, 1,1% egyéb keresztény, 13,5% felekezeten kívüli (34,2% nem válaszolt).

## Nevezetességei
Kis település révén a község nem bővelkedik a látnivalókban. Fő nevezetessége a görögkatolikus templom, amely a muhi csata emlékére épült. Védőszentje Szent Anna, Szűz Mária édesanyja. Ennek tiszteletére minden évben július utolsó vasárnapján tartják a templomi búcsút. 
-Szarvasok, fácánok és nyulak rengetegen vannak a hatalmas legelőn. A belvizek megtöltötték azokat üres medreket, amelyek azelőtt kisebb tavak, folyók voltak.

## Külső hivatkozások
- Szakáld Önkormányzatának honlapja